# 盧沃斯灣

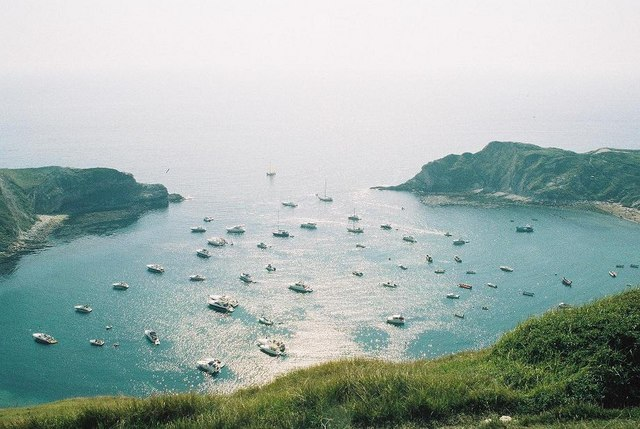
盧沃斯灣

盧沃斯灣（Lulworth Cove）是英國英格蘭南部多塞特郡侏羅紀海岸的一個海灣，靠近西盧沃斯村。這個海灣是世界最好的地形景觀之一，每年吸引約50萬人遊客，其中約30%集中在7月和8月。盧沃斯灣靠近杜德爾門和其他侏羅紀海岸景點。

## 外部連結
- Dr. Ian West's page on the geology of Lulworth Cove (retrieved from the Internet archive)
- Dr. Ian West's page on the geology of Stair Hole and the Lulworth Crumple （页面存档备份，存于）
- The Lulworth Estate website （页面存档备份，存于）

50°37′06″N 2°14′49″W / 50.6183°N 2.2469°W